# PGC 2061364
LEDA/PGC 2061364 ist eine Galaxie im Sternbild Bärenhüter am Nordsternhimmel. Sie ist schätzungsweise 2,5 Milliarden Lichtjahre von der Milchstraße entfernt und hat einen Durchmesser von etwa 185.000 Lichtjahren.
Im selben Himmelsareal befinden sich die Galaxien NGC 5579, NGC 5588, NGC 5590, PGC 51285.